# Gmina Bloomington (hrabstwo Decatur)

Położenie Gminy Bloomington w hrabstwie Decatur

Gmina Bloomington (ang. Bloomington Township) – gmina w USA, w stanie Iowa, w hrabstwie Decatur. Według danych z 2000 roku gmina miała 195 mieszkańców, a jej powierzchnia wynosi 92,42 km².